# Ladislas Douniama
Ladislas Douniama (24 de maio de 1986) é um futebolista profissional congolês que atua como atacante.

## Carreira
Ladislas Douniama representou o elenco da Seleção Congolesa de Futebol no Campeonato Africano das Nações de 2015.  Jogou 27 vezes pela seleção e marcou 4 gols.